# Cymatomera chopardi
Cymatomera chopardi är en insektsart som beskrevs av Naskrecki 2008. Cymatomera chopardi ingår i släktet Cymatomera och familjen vårtbitare. Inga underarter finns listade i Catalogue of Life.